# 宋瑞蓁
宋瑞蓁（2004年2月3日—）是臺灣女子籃球運動員，場上主要位置為控球後衛。

## 生平
宋瑞蓁出生於臺灣新北市烏來區，泰雅族人，國中就讀臺北市民族實驗國民中學，國三時率領球隊拿下107學年度國中籃球聯賽（JHBL）女子組亞軍，畢業後升上臺北市立第一女子高級中學。高一時繳出場均11.9分、5.7籃板的成績，收下108學年度高中籃球聯賽（HBL）新人后。升上高二時，以場均4.5抄截的表現收下109學年度高中籃球聯賽抄截后，並在2021年HBL高中籃球女子組全明星賽投票排名第二，榮膺白隊隊長。高三時連霸抄截后獎項，另外在2022年HBL高中籃球女子組全明星賽繳出23分、7籃板、1抄截的成績，率領球隊收下勝利，拿下女子組全明星賽MVP。之後升學至世新大學。2024年8月在WSBL選秀第一輪第二順位被台電女籃選中。

## 外部連結
- 宋瑞蓁在fiba.basketball（英语）
- 宋瑞蓁在Eurobasket.com（球員）（英语）
- 宋瑞蓁在Eurobasket.com（球員）（英语）
- 宋瑞蓁在Eurobasket.com（球員）（英语）